# A Football Life
A Football Life est une série de documentaires sportifs sur les acteurs du football américain et particulièrement de la National Football League.

## Épisodes

### Saison 1
| N° | Titre                       | Date de première diffusion |
| -- | --------------------------- | -------------------------- |
| 1  | Bill Belichick              | 15 septembre 2011          |
| 2  | Bill Belichick              | 22 septembre 2011          |
| 3  | Reggie White & Jerome Brown | 29 septembre 2011          |
| 4  | Kurt Warner                 | 6 octobre 2011             |
| 5  | Walter Payton               | 13 octobre 2011            |
| 6  | Ed Sabol                    | 20 octobre 2011            |
| 7  | Mike Ditka                  | 27 octobre 2011            |
| 8  | Tom Landry                  | 3 novembre 2011            |
| 9  | Al Davis                    | 11 novembre 2011           |

### Saison 2
| N° | Titre                    | Date de première diffusion |
| -- | ------------------------ | -------------------------- |
| 1  | Tim Tebow                | 12 septembre 2012          |
| 2  | Ray Lewis                | 19 septembre 2012          |
| 3  | Tom Coughlin             | 26 septembre 2012          |
| 4  | Cleveland '95            | 3 octobre 2012             |
| 5  | The Fearsome Foursome    | 10 octobre 2012            |
| 6  | Steve McNair             | 17 octobre 2012            |
| 7  | Eddie DeBartolo          | 24 octobre 2012            |
| 8  | Chris Spielman           | October 31 octobre 2012    |
| 9  | Jimmy Johnson            | 7 novembre 2012            |
| 10 | John Riggins             | 21 novembre 2012           |
| 11 | Barry Sanders            | 5 décembre 2012            |
| 12 | Marcus Allen             | 12 décembre 2012           |
| 13 | The Immaculate Reception | 19 décembre 2012           |

### Saison 3
| N° | Titre                    | Date de première diffusion |
| -- | ------------------------ | -------------------------- |
| 1  | LaDainian Tomlinson      | 3 septembre 2013           |
| 2  | Don Shula                | 10 septembre 2013          |
| 3  | Darrelle Revis           | 17 septembre 2013          |
| 4  | Derrick Thomas           | 24 septembre 2013          |
| 5  | Steve Sabol              | 1er octobre 2013           |
| 6  | Matt Millen              | 8 octobre 2013             |
| 7  | Michael Strahan          | 15 octobre 2013            |
| 8  | Pat Summerall            | 22 octobre 2013            |
| 9  | Warren Sapp              | 29 octobre 2013            |
| 10 | Randall Cunningham       | 5 novembre 2013            |
| 11 | Cris Carter              | 12 novembre 2013           |
| 12 | The Forward Pass         | 19 novembre 2013           |
| 13 | Steve Gleason            | 26 novembre 2013           |
| 14 | The Great Wall of Dallas | 3 décembre 2013            |
| 15 | Houston '93              | 10 décembre 2013           |
| 16 | Marty Schottenheimer     | 17 décembre 2013           |
| 17 | Vince Lombardi           | 24 décembre 2013           |
| 18 | Vince Lombardi           | 31 décembre 2013           |
| 19 | Tiki & Ronde Barber      | 7 janvier 2014             |
| 20 | Bill Parcells            | 14 janvier 2014            |
| 21 | Jerry Smith              | 21 janvier 2014            |
| 22 | Jerry Rice               | 8 janvier 2014             |

### Saison 4
| N° | Titre                          | Date de première diffusion |
| -- | ------------------------------ | -------------------------- |
| 1  | Joe Greene                     | 12 septembre 2014          |
| 2  | Brandon Marshall               | 19 septembre 2014          |
| 3  | Sean Taylor                    | 26 septembre 2014          |
| 4  | Warren Moon                    | 3 octobre 2014             |
| 5  | Eric Dickerson                 | 10 octobre 2014            |
| 6  | Doug Flutie                    | 17 octobre 2014            |
| 7  | Terrell Davis                  | 24 octobre 2014            |
| 8  | Ricky Williams                 | 31 octobre 2014            |
| 9  | Earl Campbell                  | 7 novembre 2014            |
| 10 | Csonka, Kiick & Morris         | 14 novembre 2014           |
| 11 | Lyle Alzado                    | 21 novembre 2014           |
| 12 | Dick Butkus & Gale Sayers      | 28 novembre 2014           |
| 13 | Roger Staubach                 | 5 décembre 2014            |
| 14 | Keenan McCardell & Jimmy Smith | 19 décembre 2014           |
| 15 | Rose Bowl 2006                 | 2 janvier 2015             |
| 16 | Bill Walsh                     | 23 janvier 2015            |
| 17 | Joe Namath                     | 30 janvier 2015            |

### Saison 5
| N° | Titre           | Date de première diffusion |
| -- | --------------- | -------------------------- |
| 1  | Christian Okoye | 18 septembre 2015          |
| 2  | Dexter Manley   | 25 septembre 2015          |
| 3  | Jerome Bettis   | 2 octobre 2015             |
| 4  | Terrell Owens   | 9 octobre 2015             |
| 5  | Alan Page       | 16 octobre 2015            |
| 6  | Steve Largent   | 23 octobre 2015            |
| 7  | Dick Vermeil    | 30 octobre 2015            |
| 8  | Paul Brown      | 6 novembre 2015            |
| 9  | Mike Singletary | 13 novembre 2015           |
| 10 | Charles Haley   | 19 novembre 2015           |
| 11 | Bruce Arians    | 11 décembre 2015           |
| 12 | Marshall Faulk  | 18 décembre 2015           |
| 13 | Ken Stabler     | 25 décembre 2015           |

### Saison 6
| N° | Titre           | Date de première diffusion |
| -- | --------------- | -------------------------- |
| 1  | Curtis Martin   | 16 septembre 2016          |
| 2  | Rodney Harrison | 23 septembre 2016          |
| 3  | Chad Johnson    | 30 septembre 2016          |
| 4  | Steve Young     | 7 octobre 2016             |
| 5  | Brett Favre     | 21 octobre 2016            |
| 6  | Pat Tillman     | 28 octobre 2016            |
| 7  | Michael Vick    | 4 novembre 2016            |
| 8  | Jim Brown       | 10 novembre 2016           |
| 9  | Steve Smith     | 18 novembre 2016           |
| 10 | Chuck Noll      | 25 novembre 2016           |
| 11 | Troy Aikman     | 2 décembre 2016            |
| 12 | Charles Woodson | 9 décembre 2016            |
| 13 | Kevin Greene    | 16 décembre 2016           |

### Saison 7
| N° | Titre        | Date de première diffusion |
| -- | ------------ | -------------------------- |
| 1  | Dan Marino   | 15 septembre 2017          |
| 2  | Emmitt Smith | 22 septembre 2017          |
| 3  | John Madden  | 29 septembre 2017          |
| 4  | Wes Welker   | 6 octobre 2017             |
| 5  | Sam Mills    | 13 octobre 2017            |